# Musée de l'Aviation de Belgrade
Le musée de l'Aviation de Belgrade (en serbe cyrillique : Музеј ваздухопловства у Београду ; en serbe latin : Muzej vazduhoplovstva u Beogradu) est situé sur une esplanade qui fait face à l'aéroport Nikola-Tesla, l'aéroport international de Belgrade, la capitale de la Serbie. Il se trouve dans la municipalité de Surčin. Le bâtiment qui abrite les collections est inscrit sur la liste des monuments culturels protégés de la république de Serbie (identifiant no SK 2145) et sur la liste des biens culturels de la ville de Belgrade.

## Présentation
Le musée de l'Aviation de Belgrade a été créé en 1957 mais le bâtiment actuel, conçu en 1969 par l'architecte Ivan Štraus, a été ouvert au public le 21 mai 1989. L'édifice, qui ressemble à un champignon de verre et d'acier, présente la partie visitable de la collection.
Le musée possède plus de 200 appareils utilisés par l'armée de l'air yougoslave ; une cinquantaine sont à tour de rôle exposés à l'intérieur du bâtiment. Certains d'entre eux sont l'unique exemplaire de leur type subsistant au monde, comme le Fiat G.50. Le musée présente également l'épave d'un avion furtif d'attaque au sol F-117 Nighthawk, abattu par l'aviation serbe dans les guerres des années 1990.
En plus des appareils, le musée abrite une collection de photographies et de films d'archive et toutes sortes de documents sur l'histoire de l'aviation en Serbie et, plus généralement, dans l'ex-Yougoslavie.

## La collection

### Planeurs
- Ikarus Košava
- Orao
- Vrabac
- Mačka
- Roda
- Jastreb

### Hélicoptères

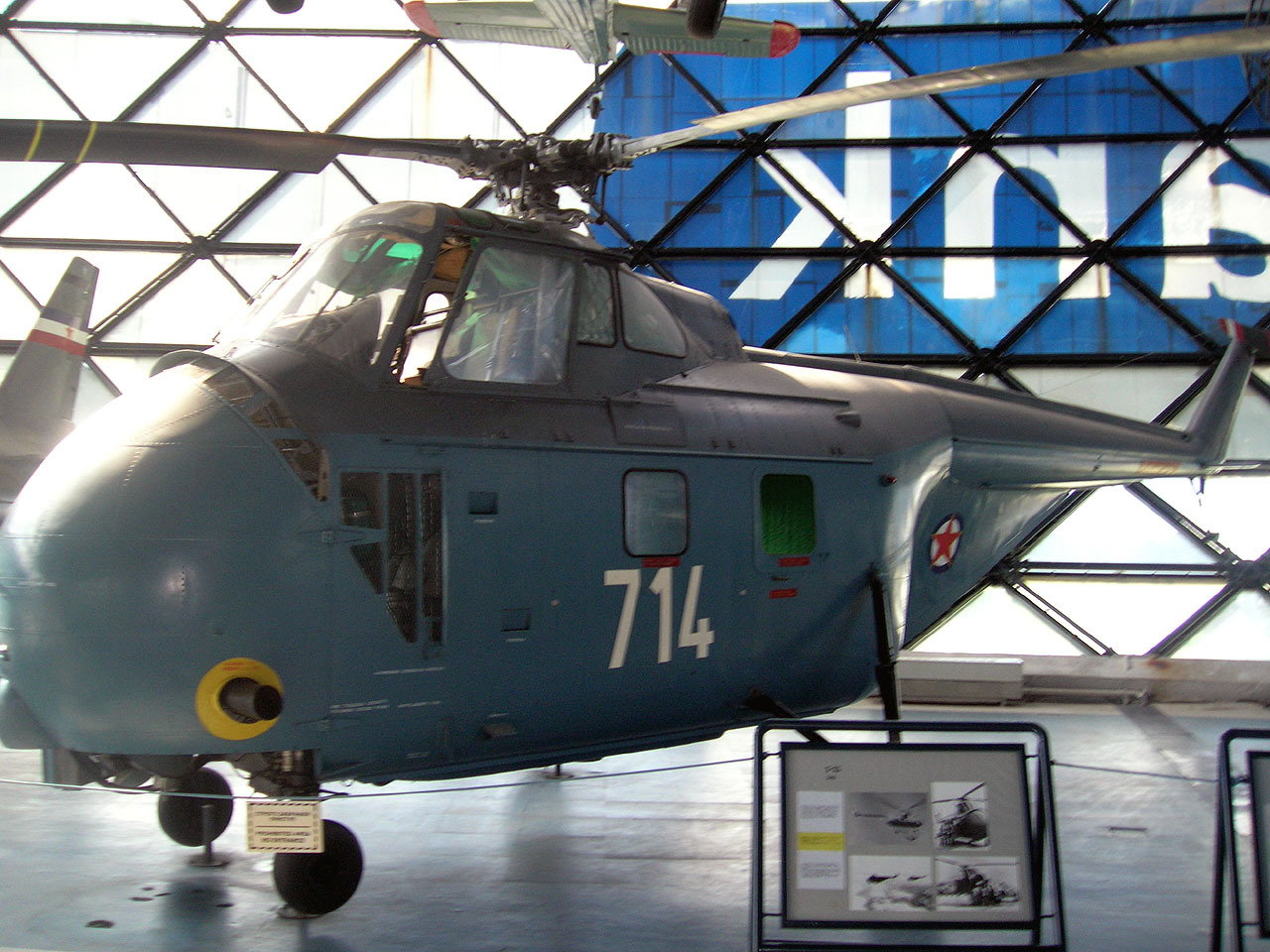
Sikorsky (SOKI) S-55-5

- Sikorsky/Westland WS-51 Mk IB
- Sikorsky (SOKI) S-55-5
- Hiller UH-12 Raven
- Mil Mi-2
- Mil Mi-4A
- Mil Mi-8
- Kamov Ka-25
- Kamov KA 28

### Appareils à moteur à piston
- Saric No I
- Nieuport 11 « Bébé » C1
- ZMaj Fizir FN
- Messerschmitt Bf 109
- Junkers Ju 52/3m
- Junkers Ju 87
- Focke-Wulf Fw 190F
- Fiat G.50
- Trop Fieseler Fi 156c
- Bücker Bü 131 Jungmeister
- Hawker Hurricane Mk IVRP
- Supermarine Spitfire LF Mk VC
- North American P-51 Mustang
- Lockheed P-38 Lightning
- Republic P-47 Thunderbolt
- de Havilland DH.82 Tiger Moth
- North American T-6 Texan

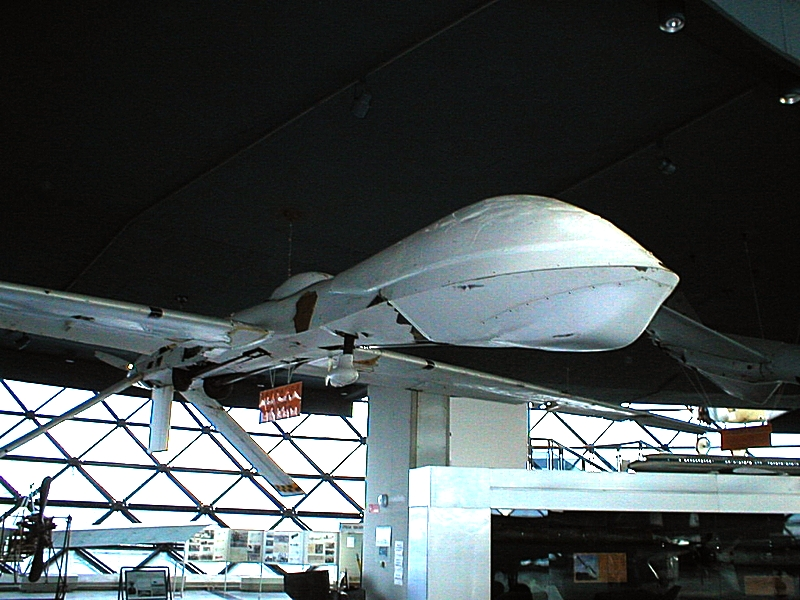
RQ-1 Predator

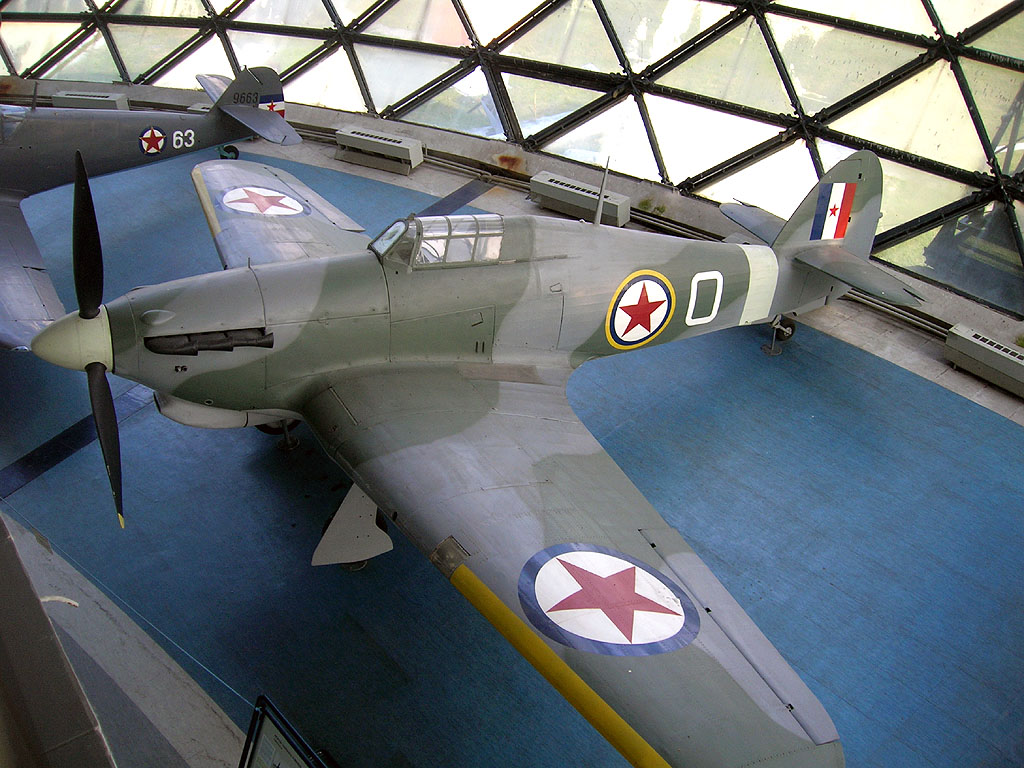
Hawker Hurricane Mk IVRP

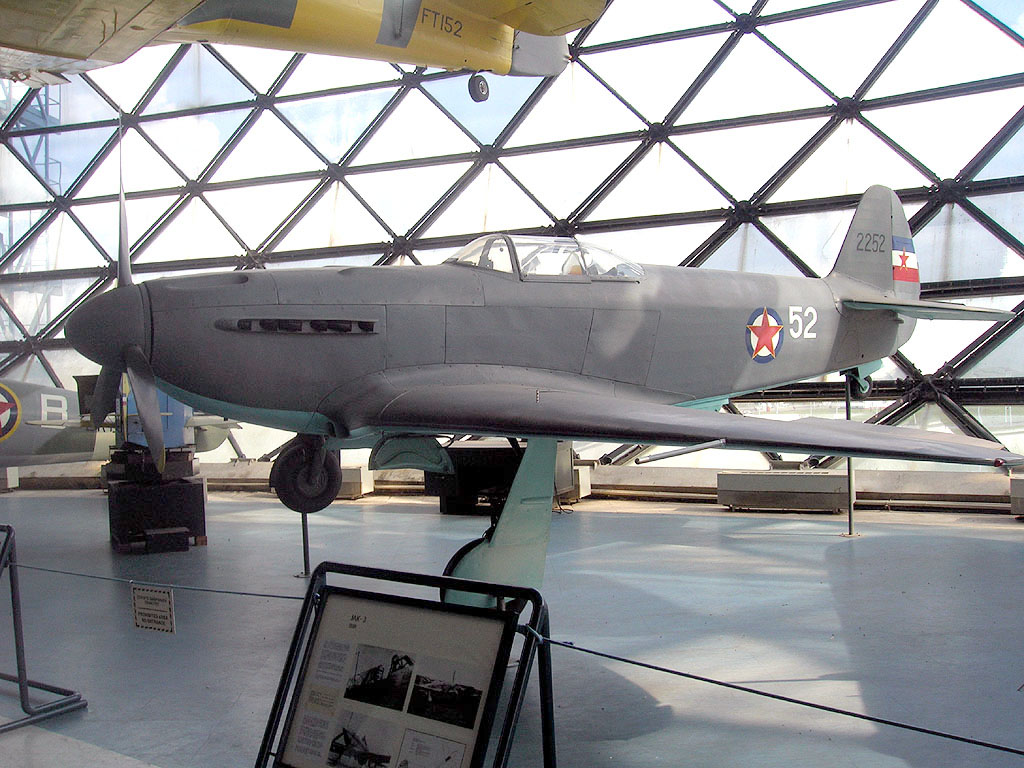
Yak-3

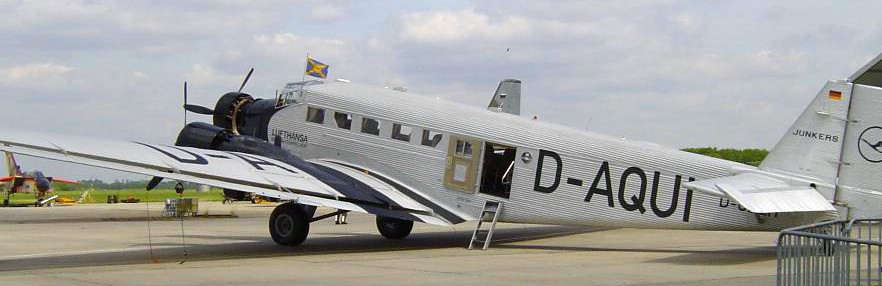
Ju 52

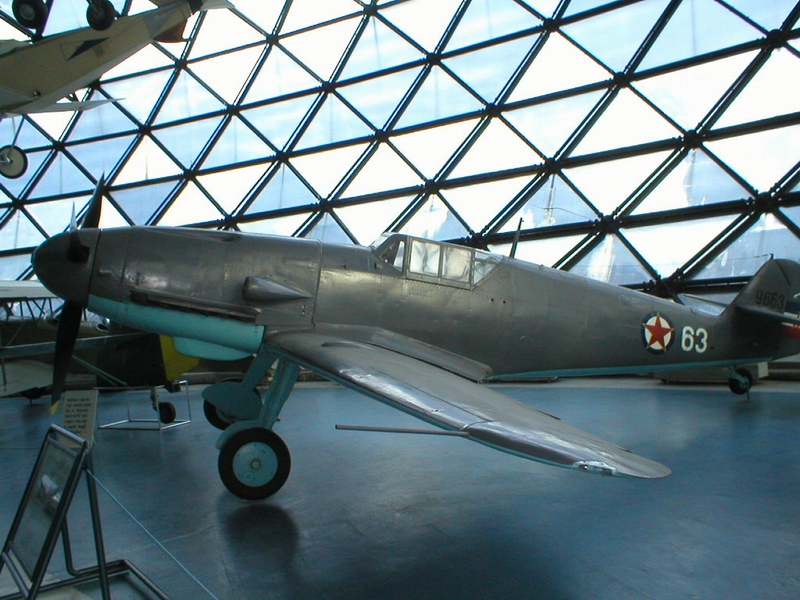
Messerschmitt Bf 109

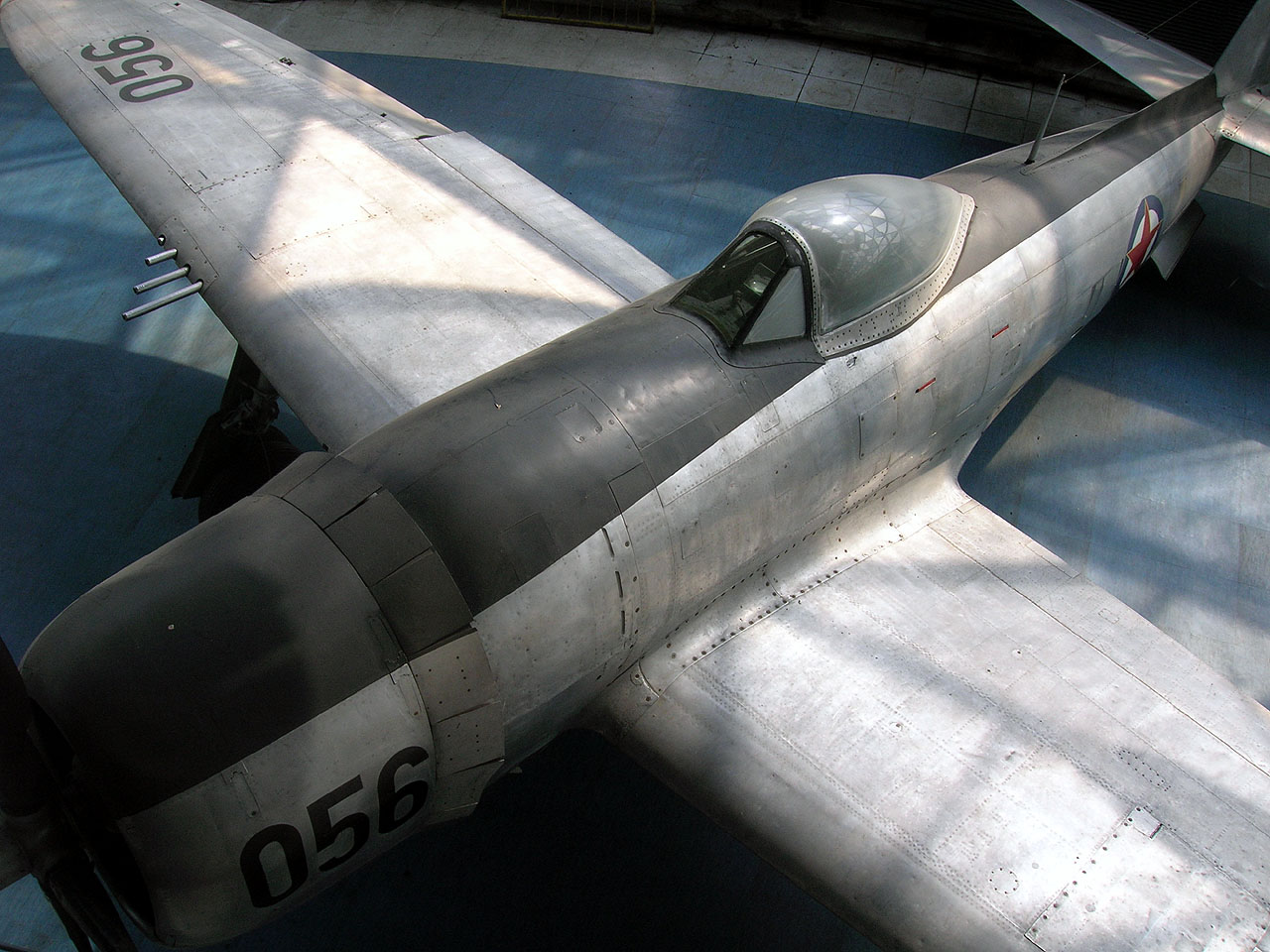
Republic P-47 Thunderbolt

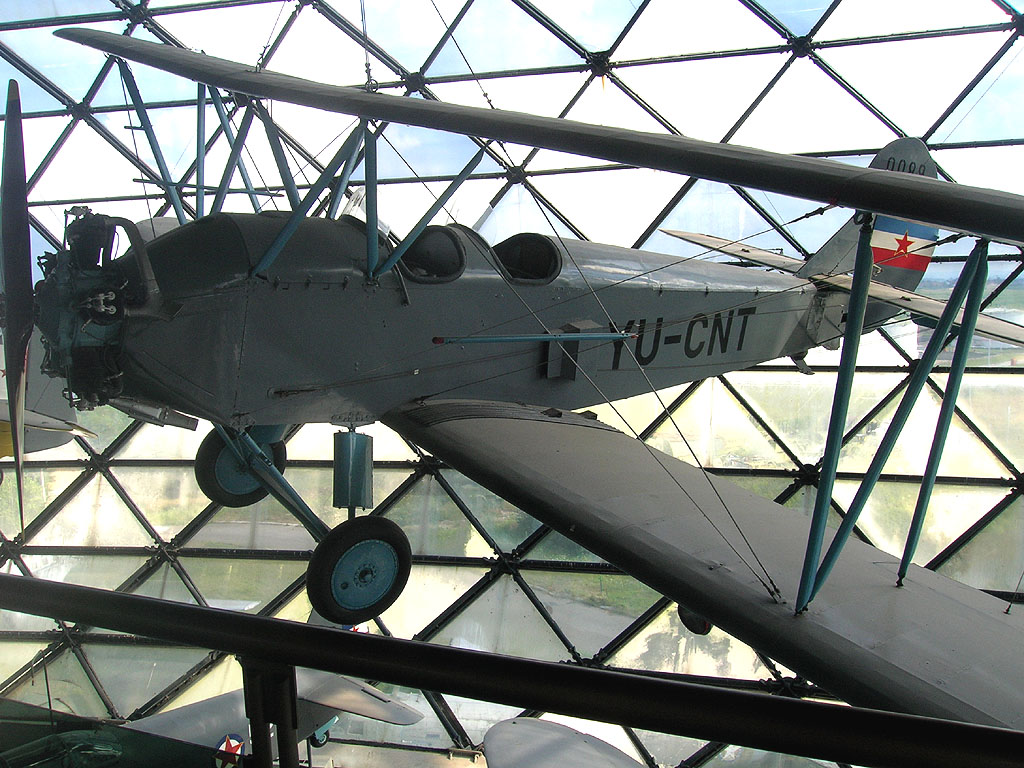
Polikarpov Po-2

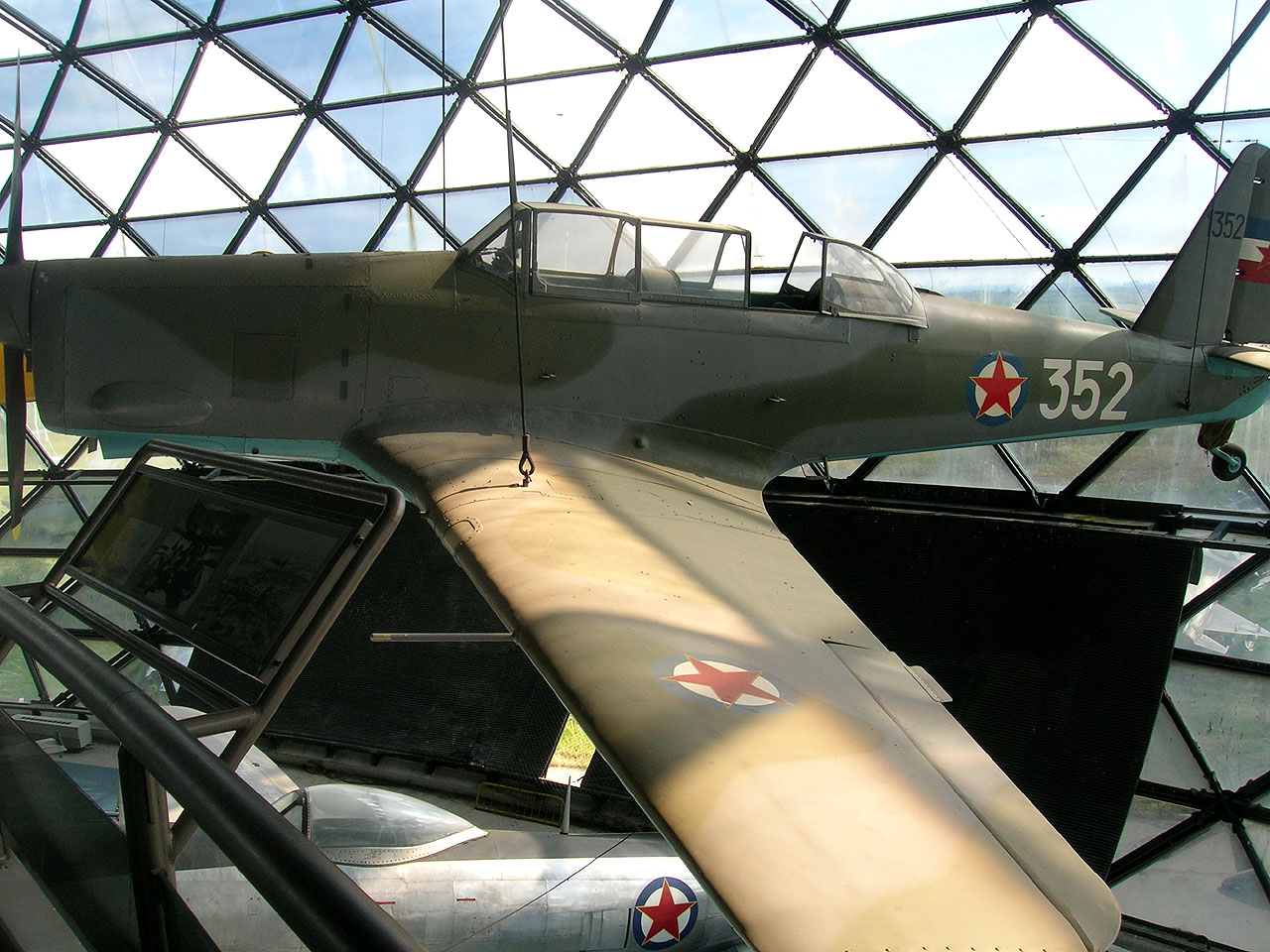
Utva

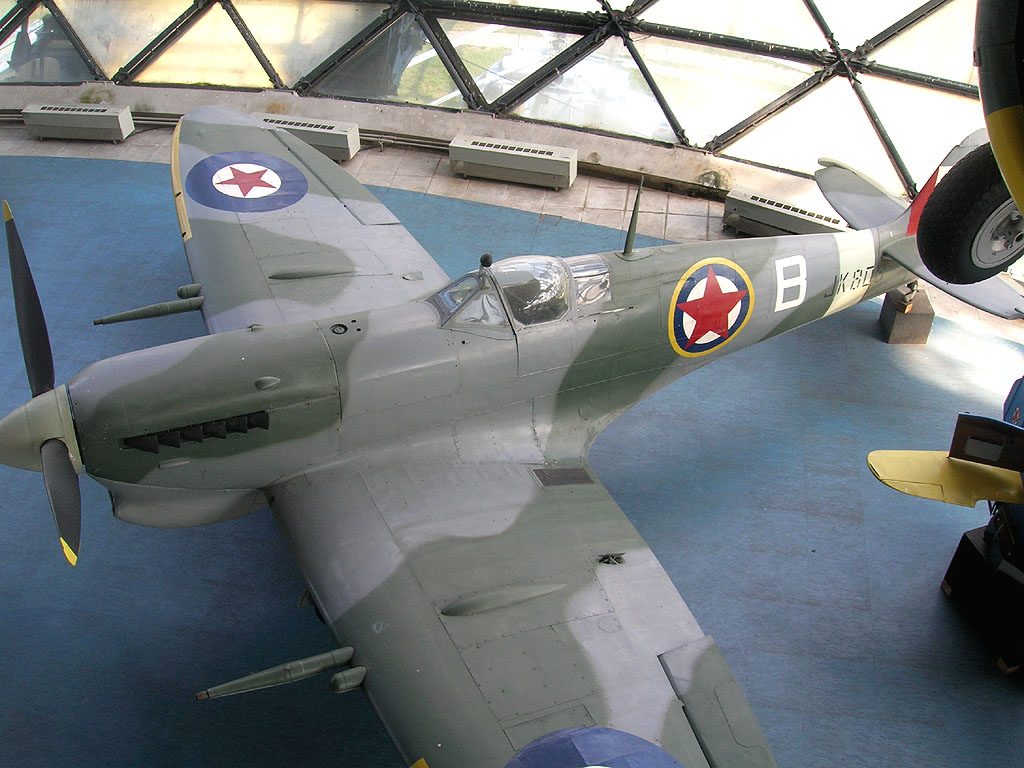
Supermarine Spitfire LF Mk VC

- Polikarpov Po-2 (en fait construit en Pologne CSS-13)
- Yakovlev Yak-3
- Yakovlev Yak-9P
- Iliouchine Il-2 Sturmovik
- Petlyakov Pe-2
- Lissounov Li-2
- Ikarus Aero 2
- Rogozarski R-100 Incomplet
- Ikarus 451
- Ikarus S-49C
- Lola Utva 213
- Soko 522
- Letov KB-6 Matajur
- Utva 65-S Privrednik
- Utva 66
- Soko J-20 Kraguj
- Douglas DC-3
- Douglas C-47 Skytrain
- De Havilland DH.104 Dove
- Iliouchine Il-14P
- Short Sealand Mk I Amphibie
- Antonov An-2
- Antonov An-12B
- Lasta
- De Havilland Canada DHC-2 Beaver
- RQ-1 Predator UAV

### Avions à réaction
- Lockheed T-33A
- RF-84G
- North American F-86D Sabre
- Net F Mk1
- MiG-21F
- Soko J-21 Jastreb
- Soko J-22 Orao
- Soko G-2 Galeb
- Soko G-4 Super Galeb
- Ikarus 451M
- Folland Gnat
- MiG-23 MLD
- Sud-Aviation SE 210 Caravelle (provenant de JAT Jugoslovenski Aero Transport)
- Lockheed Martin F-16 (épave)
- Lockheed Martin F-117 Nighthawk (épave)
- BGM-109 Tomahawk (épave)